# NGC 1063
NGC 1063 est une vaste galaxie spirale intermédiaire relativement éloignée et située dans la constellation de la Baleine. NGC 1063 a été découverte par l'astronome français Édouard Stephan en 1881.

## Caractéristiques
Sa vitesse par rapport au fond diffus cosmologique est de 9 024 ± 19 km/s, ce qui correspond à une distance de Hubble de 133,1 ± 9,3 Mpc (∼434 millions d'al).
La classe de luminosité de NGC 1063 est II-III.